# Іспанія на пісенному конкурсі Євробачення
Іспанія дебютувала на конкурсі пісні Євробачення 1961 року, коли Кончіта Баутіста з піснею «Estando contigo» посіла 9-е місце. З 1999 року входить до «великої п'ятірки» разом із Францією, Німеччиною, Великою Британією й Італією, й, отже, автоматично проходить у фінал, залишаючись одним з головних фінансистів «Європейської мовної спілки».
Іспанські артисти вигравали конкурс двічі: вперше 1968 року Массіель з піснею «Ла, ла, ла», й вдруге роком пізніше Саломе з піснею «Vivo Cantando». Але конкурс в Іспанії проводився один раз, 1969 року. Після другої перемоги Іспанії на конкурсі було вирішено, що «Євробачення» буде проводитися не в Мадриді, а в Нідерландах.
П'ять разів Іспанія займала найнижчу позицію, з них тричі — не діставши жодного балу.

## Учасники Євробачення від Іспанії
Умовні позначення
     Переможець
     Друге місце
     Третє місце
     Четверте місце
     П'яте місце
     Останнє місце
     Автоматичний фіналіст
     Не пройшла до фіналу
     Участь скасовано
     Не брала участі
| Рік  | Артист                 | Назва                                    | Місце                              | Очок                               |
| ---- | ---------------------- | ---------------------------------------- | ---------------------------------- | ---------------------------------- |
| 1961 | Кончіта Баутіста       | «Estando contigo»                        | 9                                  | 8                                  |
| 1962 | Віктор Балагер         | «Llámame»                                | 13                                 | 0                                  |
| 1963 | Жузеп Гвардіола        | «Algo prodigioso»                        | 12                                 | 2                                  |
| 1964 | Los TNT                | «Caracola»                               | 12                                 | 1                                  |
| 1965 | Кончіта Баутіста       | «Qué bueno, qué bueno»                   | 15                                 | 0                                  |
| 1966 | Рафаель                | «Yo soy aquél»                           | 7                                  | 9                                  |
| 1967 | Рафаель                | «Hablemos del amor»                      | 6                                  | 9                                  |
| 1968 | Массіель               | «La, la, la»                             | 1                                  | 29                                 |
| 1969 | Саломе                 | «Vivo cantando»                          | 1                                  | 18                                 |
| 1970 | Хуліо Іглесіас         | «Gwendolyne»                             | 4                                  | 8                                  |
| 1971 | Каріна                 | «En un mundo nuevo»                      | 2                                  | 116                                |
| 1972 | Хайме Морі             | «Amanece»                                | 10                                 | 83                                 |
| 1973 | «Mocedades»            | «Eres tú»                                | 2                                  | 125                                |
| 1974 | Перет                  | «Canta y sé feliz»                       | 9                                  | 10                                 |
| 1975 | Sergio y Estíbaliz     | «Tú volverás»                            | 10                                 | 53                                 |
| 1976 | Брауліо                | «Sobran las palabras»                    | 16                                 | 11                                 |
| 1977 | Мікі                   | «Enséñame a cantar»                      | 9                                  | 52                                 |
| 1978 | Хосе Велес             | «Bailemos un vals»                       | 9                                  | 65                                 |
| 1979 | Бетті Міссего          | «Su canción»                             | 2                                  | 116                                |
| 1980 | Тріго Лімпіо           | «Quédate esta noche»                     | 12                                 | 38                                 |
| 1981 | Басчеллі               | «Y sólo tú»                              | 14                                 | 38                                 |
| 1982 | Люсія                  | «Él»                                     | 10                                 | 52                                 |
| 1983 | Ремедіос Амая          | «¿Quién maneja mi barca?»                | 19                                 | 0                                  |
| 1984 | Bravo                  | «Lady, Lady»                             | 3                                  | 106                                |
| 1985 | Палома Сан-Базіліо     | «La fiesta terminó»                      | 14                                 | 36                                 |
| 1986 | Cadillac               | «Valentino»                              | 10                                 | 51                                 |
| 1987 | Патрісія Краус         | «No estás solo»                          | 19                                 | 10                                 |
| 1988 | «La Década Prodigiosa» | «La chica que yo quiero (Made in Spain)» | 11                                 | 58                                 |
| 1989 | Ніна                   | «Nacida para amar»                       | 6                                  | 88                                 |
| 1990 | «Azúcar Moreno»        | «Bandido»                                | 5                                  | 96                                 |
| 1991 | Серхіо Дальма          | «Bailar pegados»                         | 4                                  | 119                                |
| 1992 | Серафін Зубірі         | «Todo esto es la música»                 | 14                                 | 37                                 |
| 1993 | Єва Сантамарія         | «Hombres»                                | 11                                 | 58                                 |
| 1994 | Алехандро Абад         | «Ella no es ella»                        | 18                                 | 17                                 |
| 1995 | Анабель Конде          | «Vuelve conmigo»                         | 2                                  | 119                                |
| 1996 | Антоніо Карбонелл      | «¡Ay, qué deseo!»                        | 20                                 | 17                                 |
| 1997 | Маркос Йюнас           | «Sin rencor»                             | 6                                  | 96                                 |
| 1998 | Мікель Херцог          | «¿Qué voy a hacer sin ti?»               | 16                                 | 21                                 |
| 1999 | Лідія                  | «No quiero escuchar»                     | 23                                 | 1                                  |
| 2000 | Серафін Зубірі         | «Colgado de un sueño»                    | 18                                 | 18                                 |
| 2001 | Давид Кивера           | «Dile que la quiero»                     | 6                                  | 76                                 |
| 2002 | Роза                   | «Europe's Living a Celebration»          | 7                                  | 81                                 |
| 2003 | Бес                    | «Dime»                                   | 8                                  | 81                                 |
| 2004 | Рамон                  | «Para llenarme de ti»                    | 10                                 | 87                                 |
| 2005 | «Son de Sol»           | «Brujería»                               | 21                                 | 28                                 |
| 2006 | «Las Ketchup»          | «Un Blodymary»                           | 21                                 | 18                                 |
| 2007 | D’NASH                 | «I Love You Mi Vida»                     | 20                                 | 43                                 |
| 2008 | Родольфо Чікілікуатре  | «Baila el Chiki-chiki»                   | 16                                 | 55                                 |
| 2009 | Сорайя                 | «La noche es para mí»                    | 23                                 | 23                                 |
| 2010 | Даніель Діхес          | «Algo pequeñito»                         | 15                                 | 68                                 |
| 2011 | Люсія Перес            | «Que Me Quiten Lo Bailao»                | 23                                 | 50                                 |
| 2012 | Пастора Солер          | «Quédate conmigo»                        | 10                                 | 97                                 |
| 2013 | El Sueño de Morfeo     | «Contigo hasta el final»                 | 25                                 | 8                                  |
| 2014 | Рут Лоренсо            | «Dancing In The Rain»                    | 10                                 | 74                                 |
| 2015 | Едурне                 | «Amanecer»                               | 21                                 | 15                                 |
| 2016 | Барей                  | «Say Yay!»                               | 22                                 | 77                                 |
| 2017 | Манель Наваро          | «Do it for your lover»                   | 26                                 | 5                                  |
| 2018 | Амайа та Альфред       | «Tu Canción»                             | 23                                 | 61                                 |
| 2019 | Мікі                   | «La Venda»                               | 22                                 | 60                                 |
| 2020 | Блас Канто             | «Universo»                               | Конкурс скасовано через COVID-19 X | Конкурс скасовано через COVID-19 X |
| 2021 | Блас Канто             | «Voy a quedarme»                         | 24                                 | 6                                  |
| 2022 | Шанель                 | «SloMo»                                  | 3                                  | 459                                |
| 2023 | Бланка Палома          | «Eaea»                                   | 17                                 | 100                                |
| 2024 | Nebulossa              | «Zorra»                                  | 22                                 | 30                                 |
| 2025 | Melody                 | «Esa diva»                               | 24                                 | 37                                 |

## Галерея

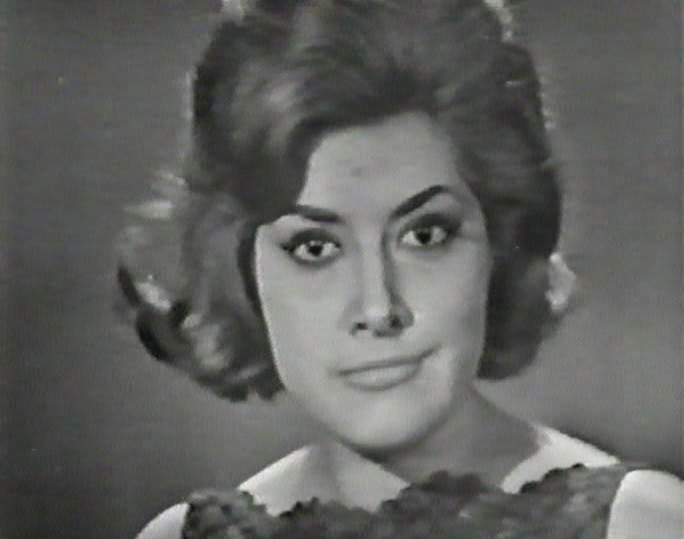
Кончіта Баутіста в Неаполі (1965)
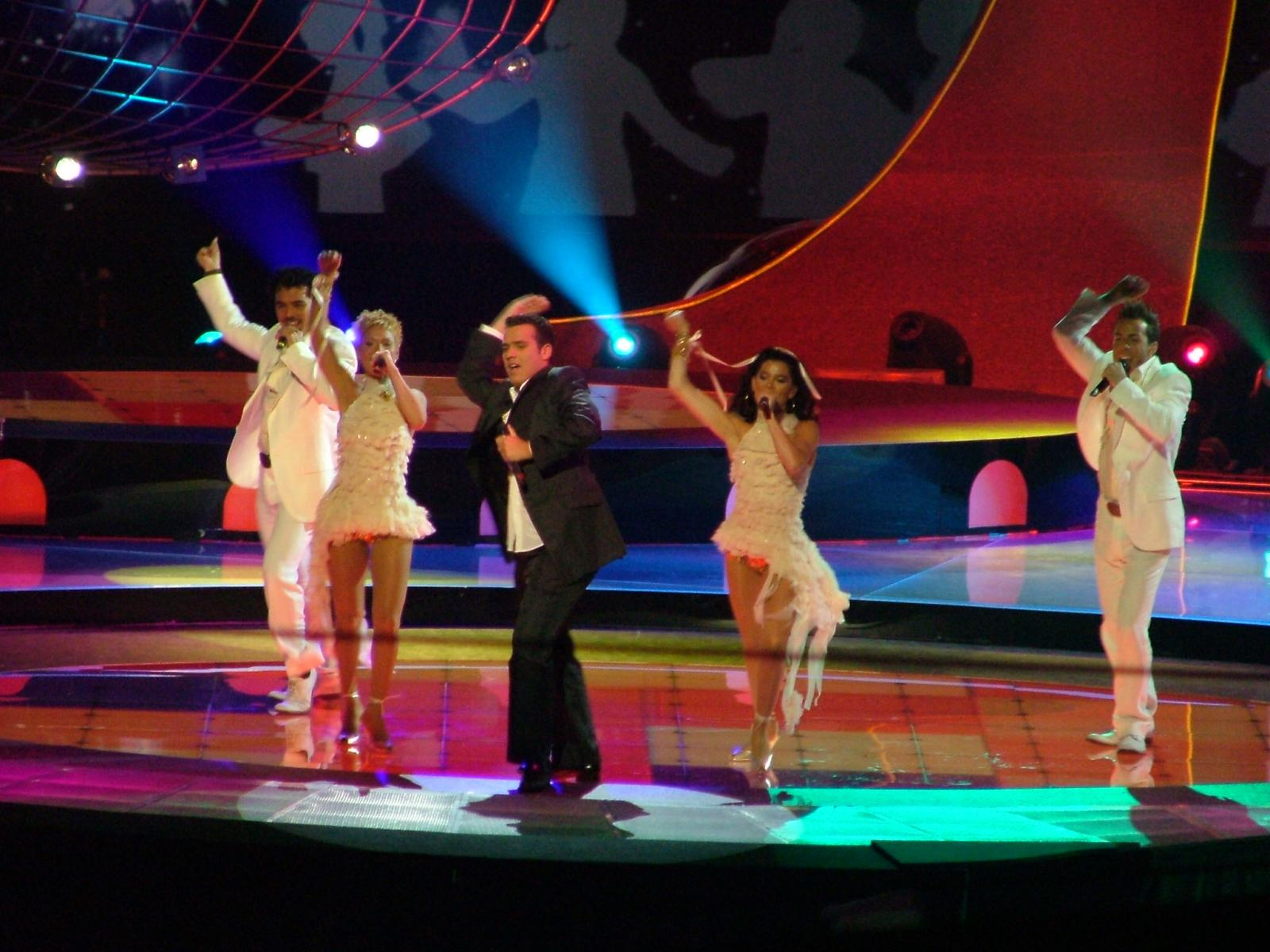
Ramón в Стамбулі (2004)
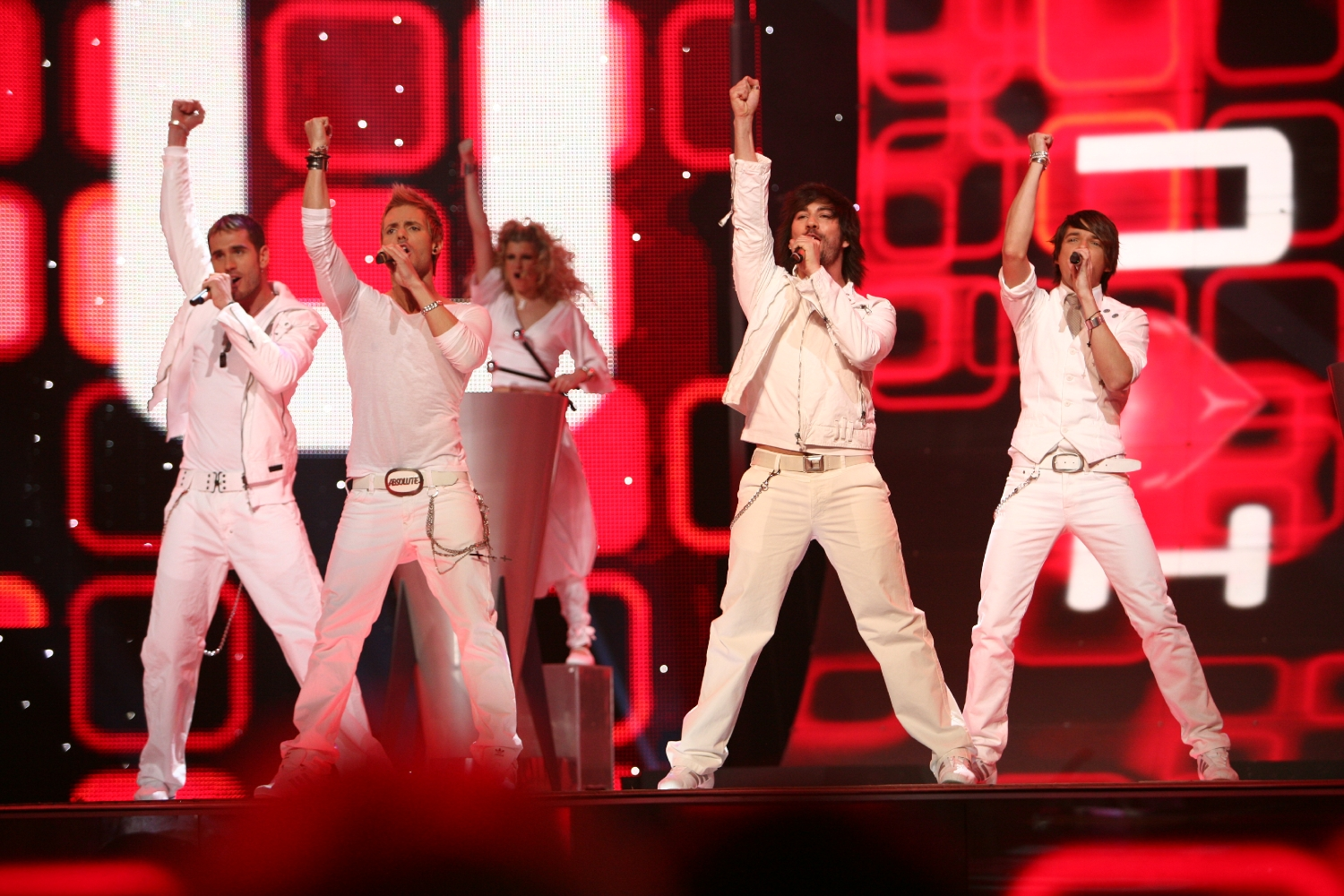
D'NASH у Гельсінкі (2007)
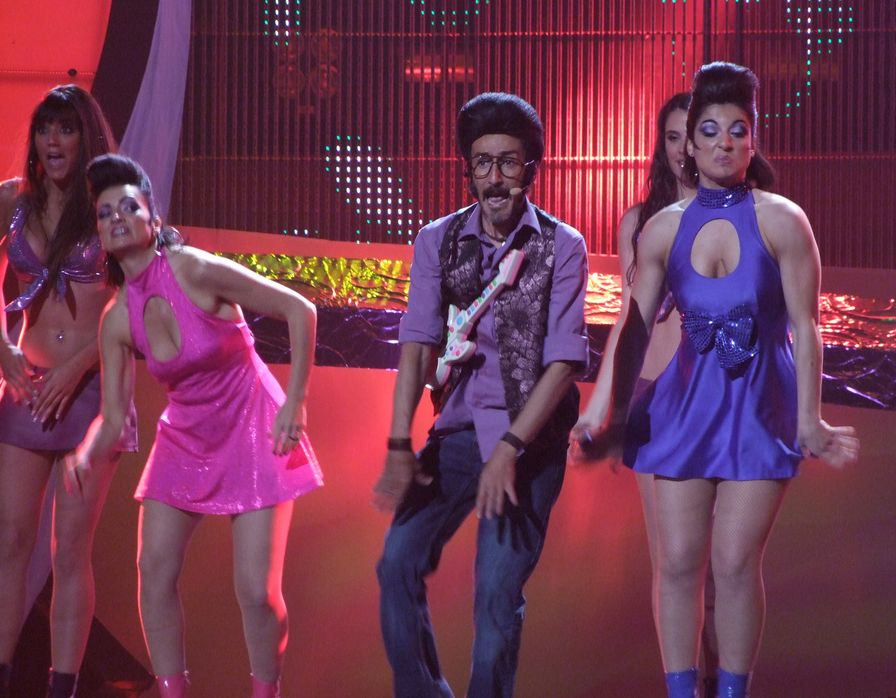
Родольфо Чікілікуатре в Белграді (2008)
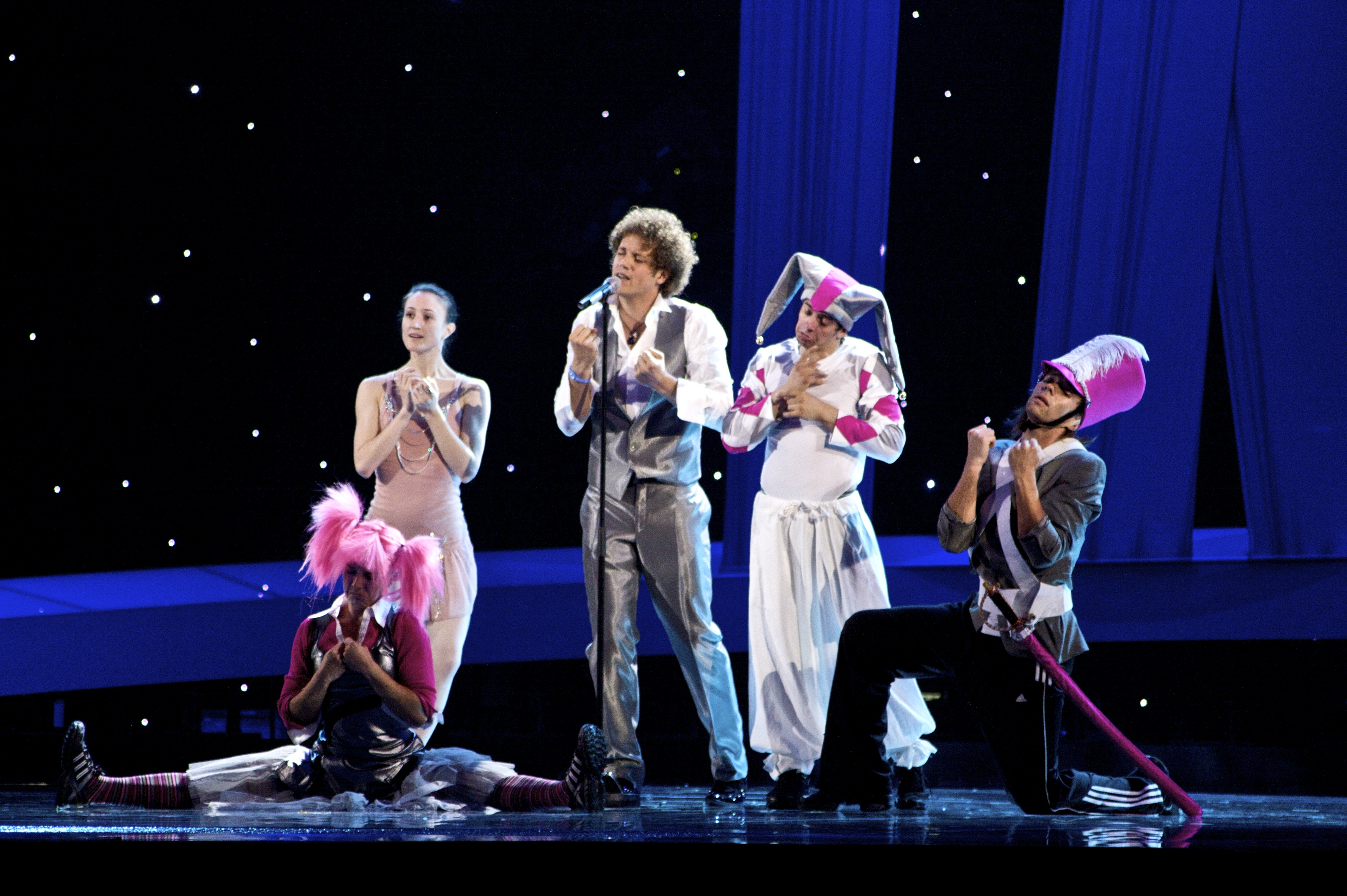
Даніель Діхес в Осло (2010)
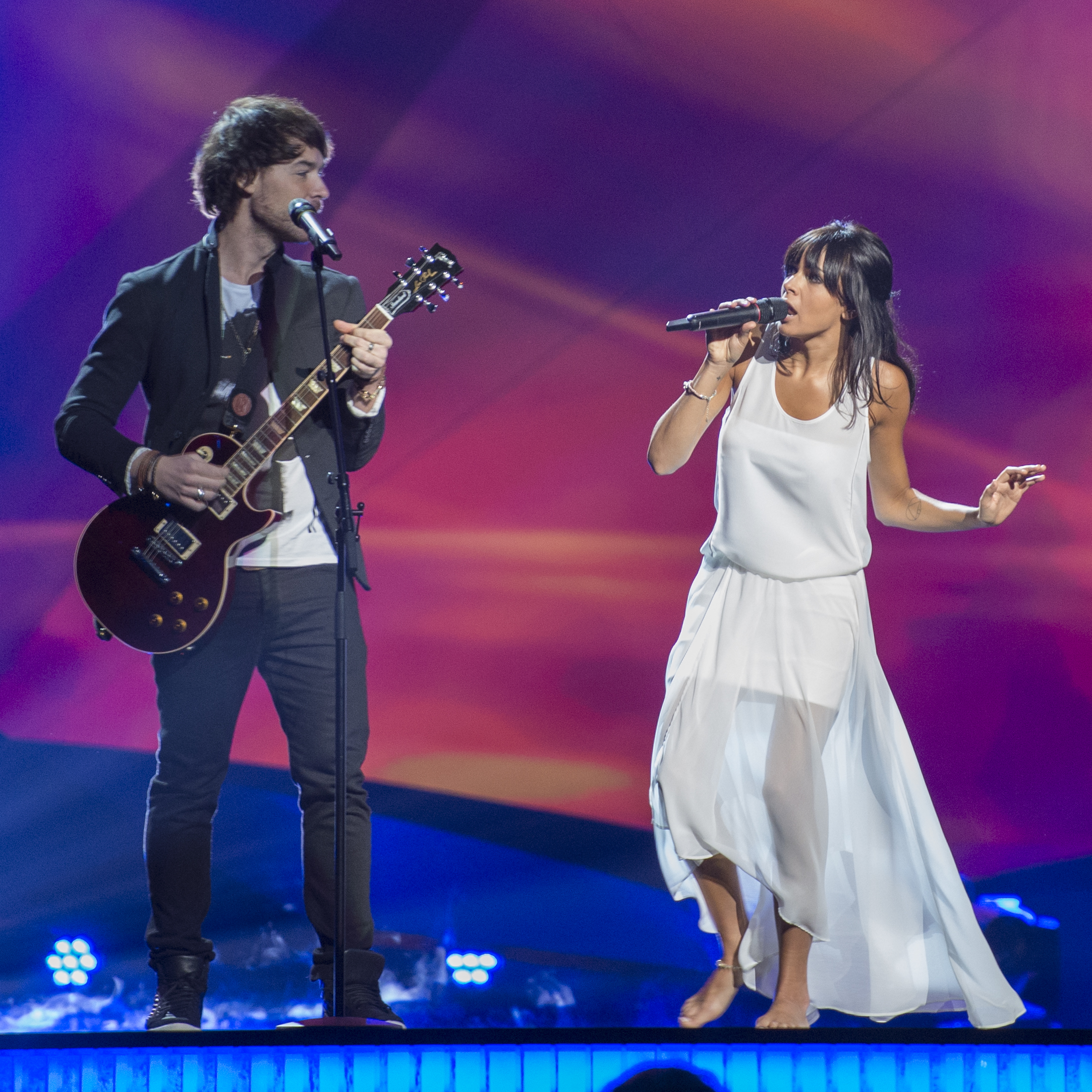
El Sueño de Morfeo в Мальме(2013)
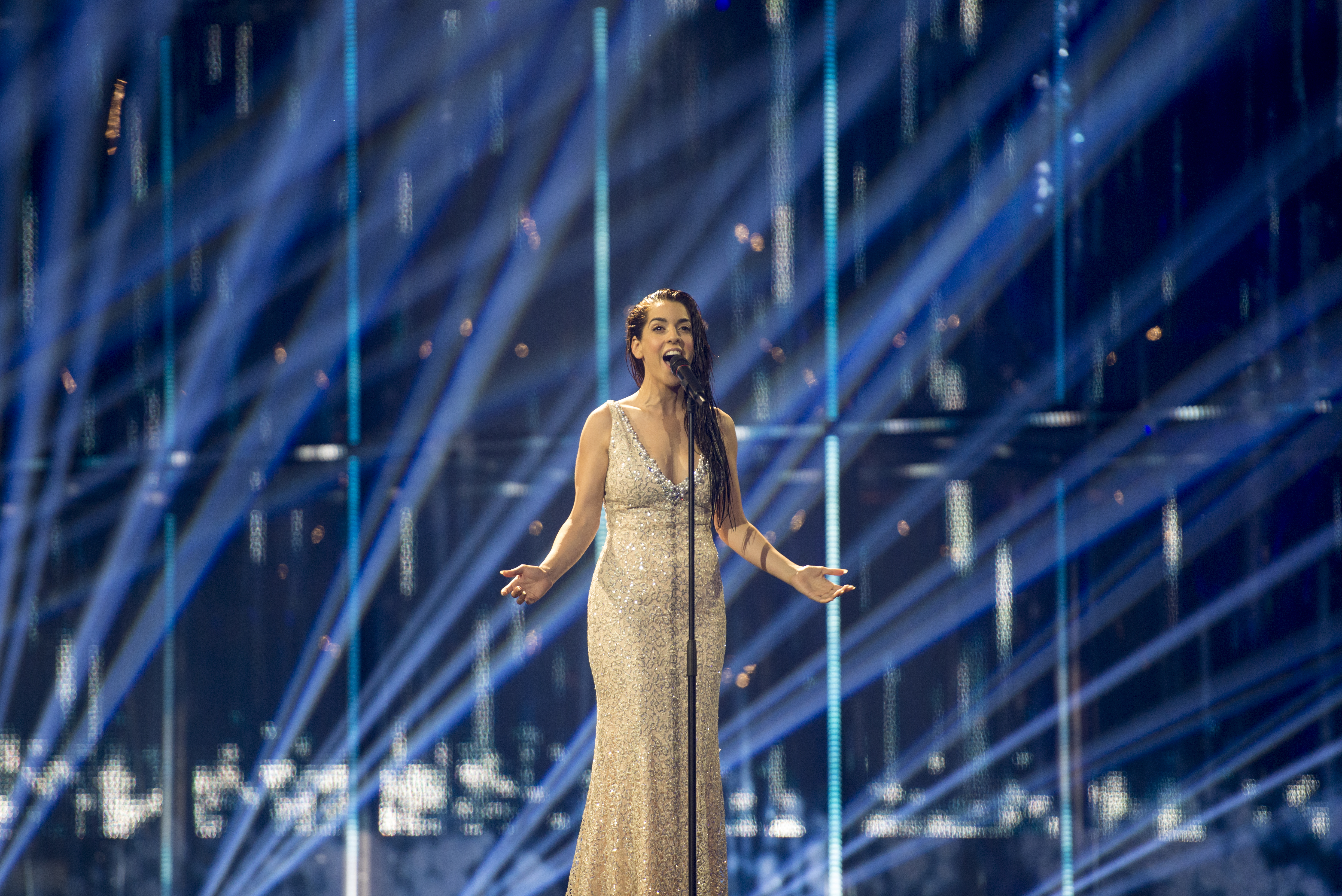
Рут Лоренсо у Копенгагені (2014)
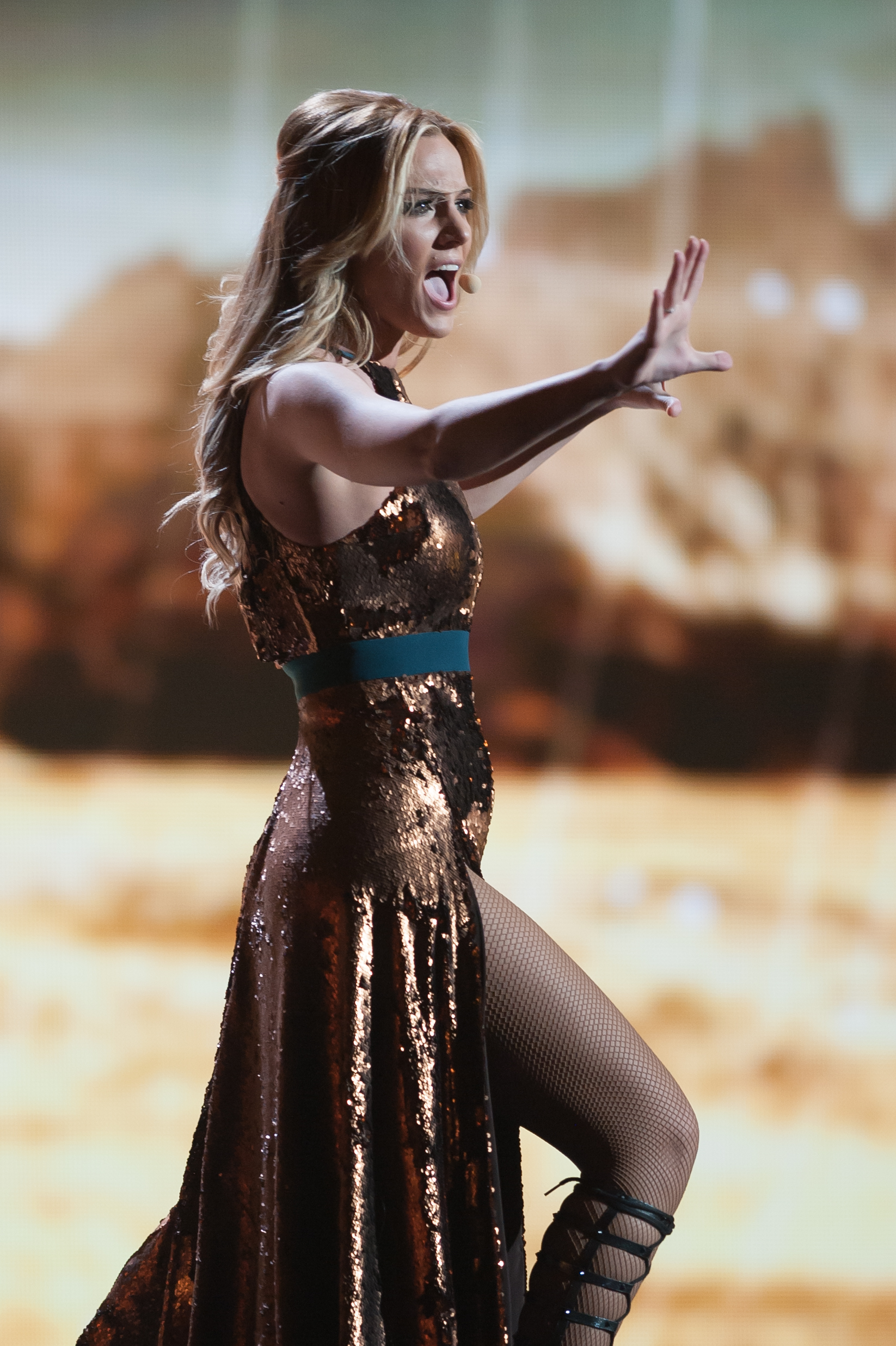
Едурне у Відні (2015)
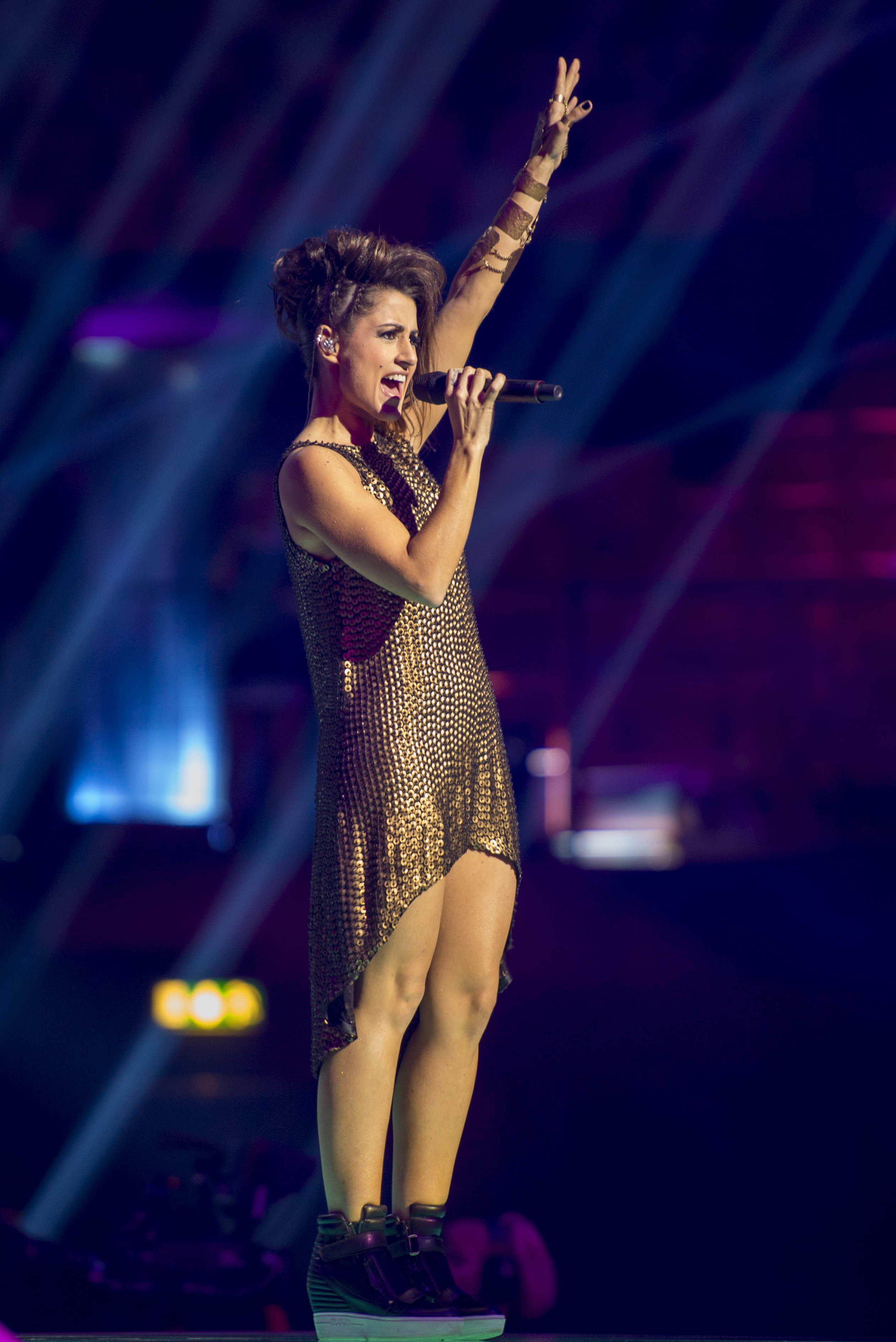
Барей у Стокгольмі (2016)
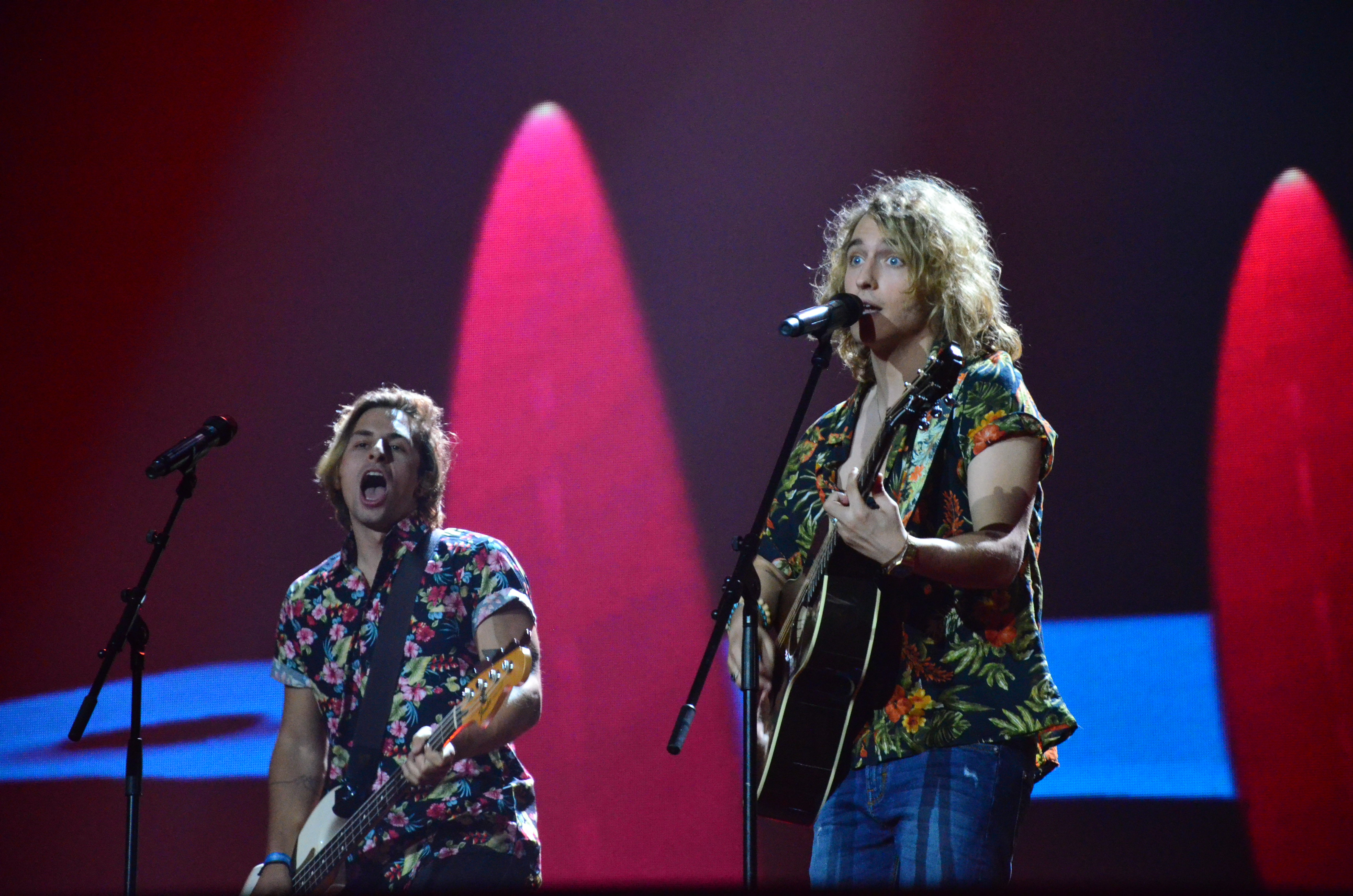
Манель Наварро у Києві (2017)
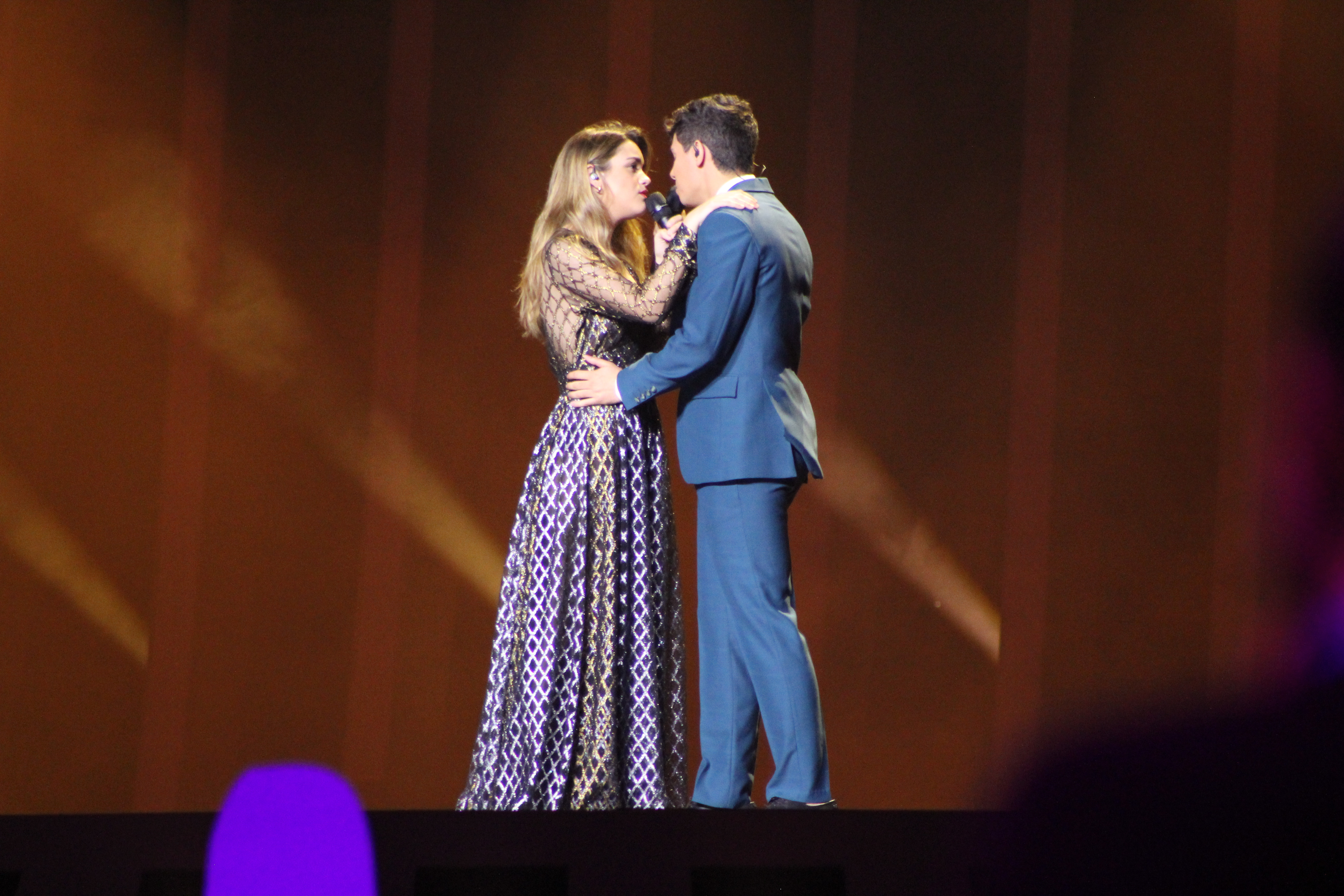
Амайа Ромеро та Альфред Гарсіа у Лісабоні (2018)
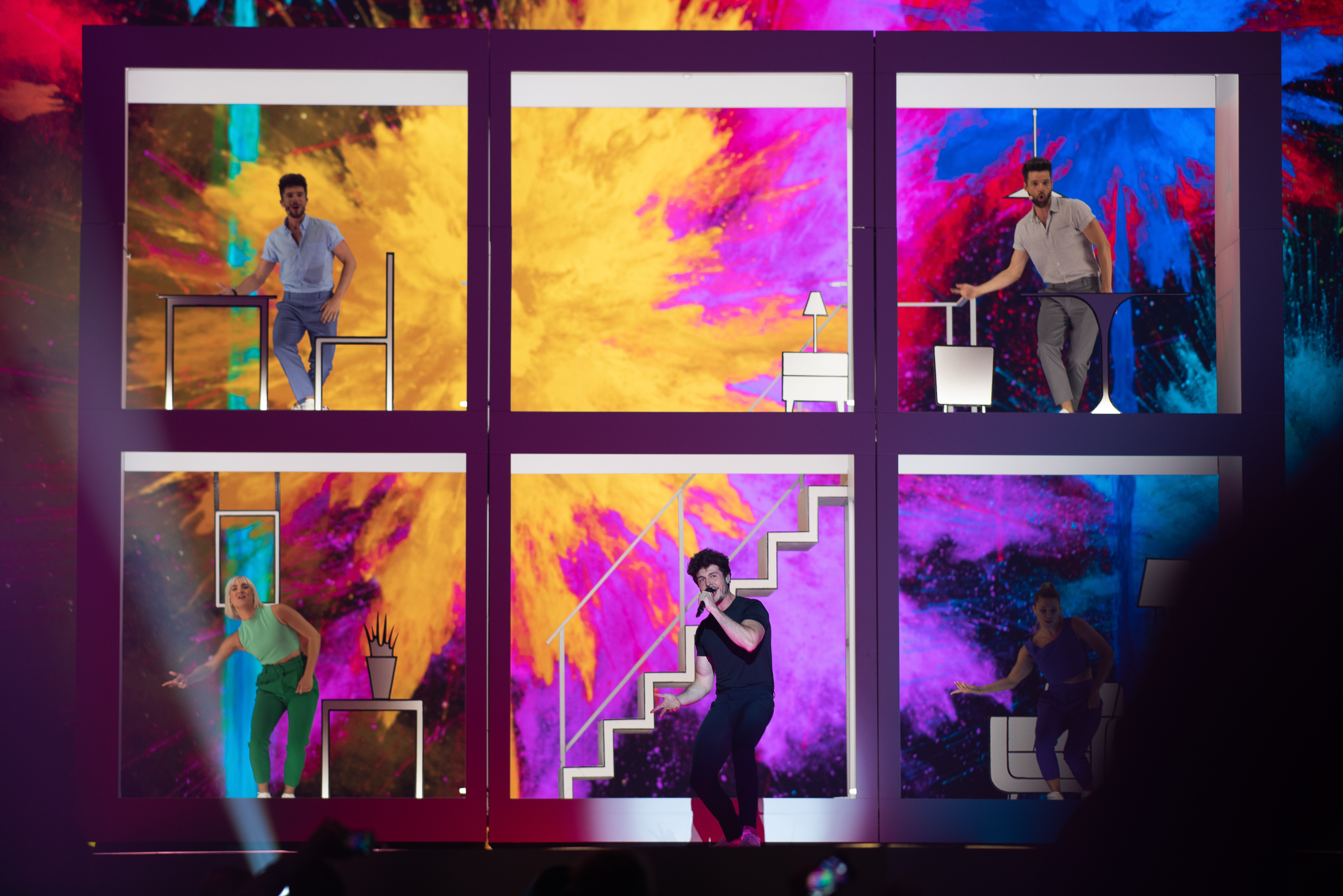
Мікі Нуньєс у Тель-Авіві (2019)
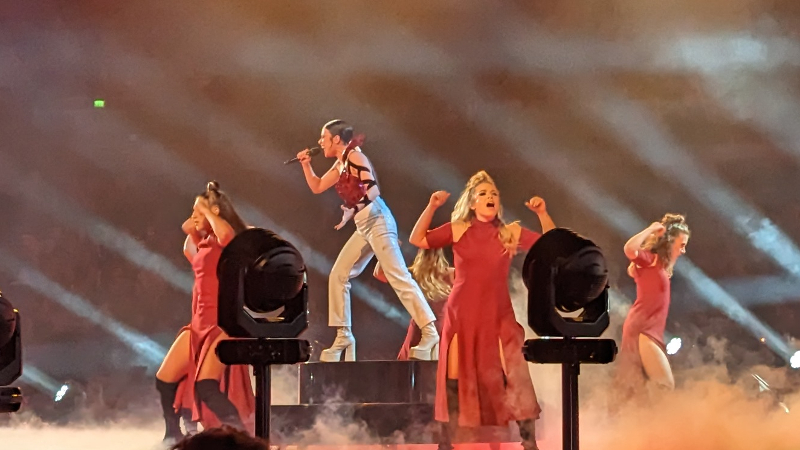
Бланка Палома у Ліверпулі (2023)

## Нагороди
Премія Марселя Безансона
| Рік  | Країна  | Категорія  | Виконавець | Пісня  | Результат | Бали | Місце проведення |
| ---- | ------- | ---------- | ---------- | ------ | --------- | ---- | ---------------- |
| 2003 | Іспанія | Приз фанів | Beth       | «Dime» | 8         | 81   | Рига             |

Премія Барбари Декс
| Рік  | Країна  | Виконавець | Пісня                | Місце | Місто проведення |
| ---- | ------- | ---------- | -------------------- | ----- | ---------------- |
| 1999 | Іспанія | Lydia      | "No quiero escuchar" | 23    | Єрусалим         |

## Статистика голосувань (1975–2025)
Іспанія дала найбільше очок:
| Місце | Країна          | Очок |
| ----- | --------------- | ---- |
| 1     | Німеччина       | 184  |
| 2     | Італія          | 134  |
| 3     | Греція          | 125  |
| =     | Ірландія        | 125  |
| 4     | Велика Британія | 123  |
| 5     | Португалія      | 117  |

Іспанія отримала найбільше очок від:
| Місце | Країна     | Очок |
| ----- | ---------- | ---- |
| 1     | Португалія | 138  |
| 2     | Греція     | 137  |
| 3     | Швейцарія  | 133  |
| 4     | Туреччина  | 118  |
| 5     | Франція    | 117  |